# Gläserne Bienen
Gläserne Bienen ("glasbin") är en science fiction-roman från 1957 av den tyske författaren Ernst Jünger. Den handlar om en man som söker arbete hos ett mytomspunnet företag som har revolutionerat samhället med sin robotteknologi. Världen som skildras är en blandning av verklighetens Europa och fiktiva platser och händelser, som även förekommer i Jüngers romaner På marmorklipporna, Heliopolis och Eumeswil. Boken tar upp teman om automatisering, moral och människans plats i det högteknologiska samhället. Romanen är översatt till bland annat danska (1960), engelska (1961) och franska (1971), och utkom 2021 på svenska med titeln Glasbin (Bokförlaget Augusti, översättning av Urban Lindström).

## Handling
Richard, en arbetslös före detta kavallerist i ett snabbt mekaniserat Europa, får via en tidigare kollega en arbetsintervju bokad hos en industrialist vid namn Zapparoni. Vad tjänsten egentligen går ut på är höljt i dunkel. Zapparoni leder ett storföretag som har revolutionerat samhället med sin tillverkning av självgående maskiner, och dominerar marknaden för såväl industri- som hushållsbruk. Företaget har också revolutionerat nöjesindustrin och blivit ett centrum för kreativa människor. Både företaget och Zapparoni som person har mystifierats genom ett omfattande PR-arbete. Richard får veta att mannen som tidigare hade den tjänst som han ska söka blev sinnessjuk och sedan försvann spårlöst.
Richard konstaterar att de flesta av hans kolleger från kavalleriet, till skillnad från han själv, inte sörjer att hästarna har försvunnit från arbetslivet och ersatts av maskiner. Han har tidigare varit aktiv i ett reaktionärt politiskt nätverk, men har dragit sig tillbaka och erkänt för sig själv att han är en defaitist. Ett par incidenter under tiden som politisk har gjort det svårt för honom att få normala anställningar.
Han reser till fabriken för arbetsintervjun och träffar Zapparoni själv. Zapparoni frågar om en typ av fälla som ska ha förekommit i ett krig där Richard stred. Ett av Richards gamla befäl har nyligen givit ut sina memoarer, där han beskriver hur fiendens bunkrar ibland hissade vit flagga för att luras, och sedan öppnade eld igen när anfallarna sänkte sina vapen. Richard svarar att det förmodligen inte handlar om medvetna fällor utan snarare missförstånd, där en falang inom bunkern har velat kapitulera, men strax därpå övermannats av en annan som valt att fortsätta strida. Zapparoni slår fast att Richard är en defaitist eftersom han väljer den typen av förklaring. Zapparoni ber Richard att vänta en stund i en park medan han själv utför några ärenden.
I parken finns bland annat mekaniska honungsbin i olika testmodeller. Där finns också en flygande apparat som tycks övervaka Richard. Efter ett tag får Richard, genom en kikare, syn på vad som ser ut att vara avskurna öron i en damm. Han gissar att öronen är artificiella och att det hela är ett test, där Zapparoni vill veta hur han kommer att reagera. Han kommer att tänka på mannen som hade blivit sinnessjuk och försvunnit. Han fiskar upp ett öra och inspekterar det. Efter ett tag drar han slutsatsen att det är riktiga öron, att han är i stor fara och att han snabbt måste ta sig därifrån. Han slår sönder övervakningsroboten med en golfklubba.
Zapparoni kommer tillbaka och berättar att det hela var ett personlighetstest och att Richard inte har fått godkänt. Öronen kommer från mekaniska skådespelare; en av Zapparonis excentriska konstnärer hade hamnat i en infekterad dispyt, och skurit av alla de öron som han själv hade skapat åt dockorna. Zapparoni väljer ändå att anställa Richard vid en annan tjänst inom företaget.